# فروسية العصور الوسطى

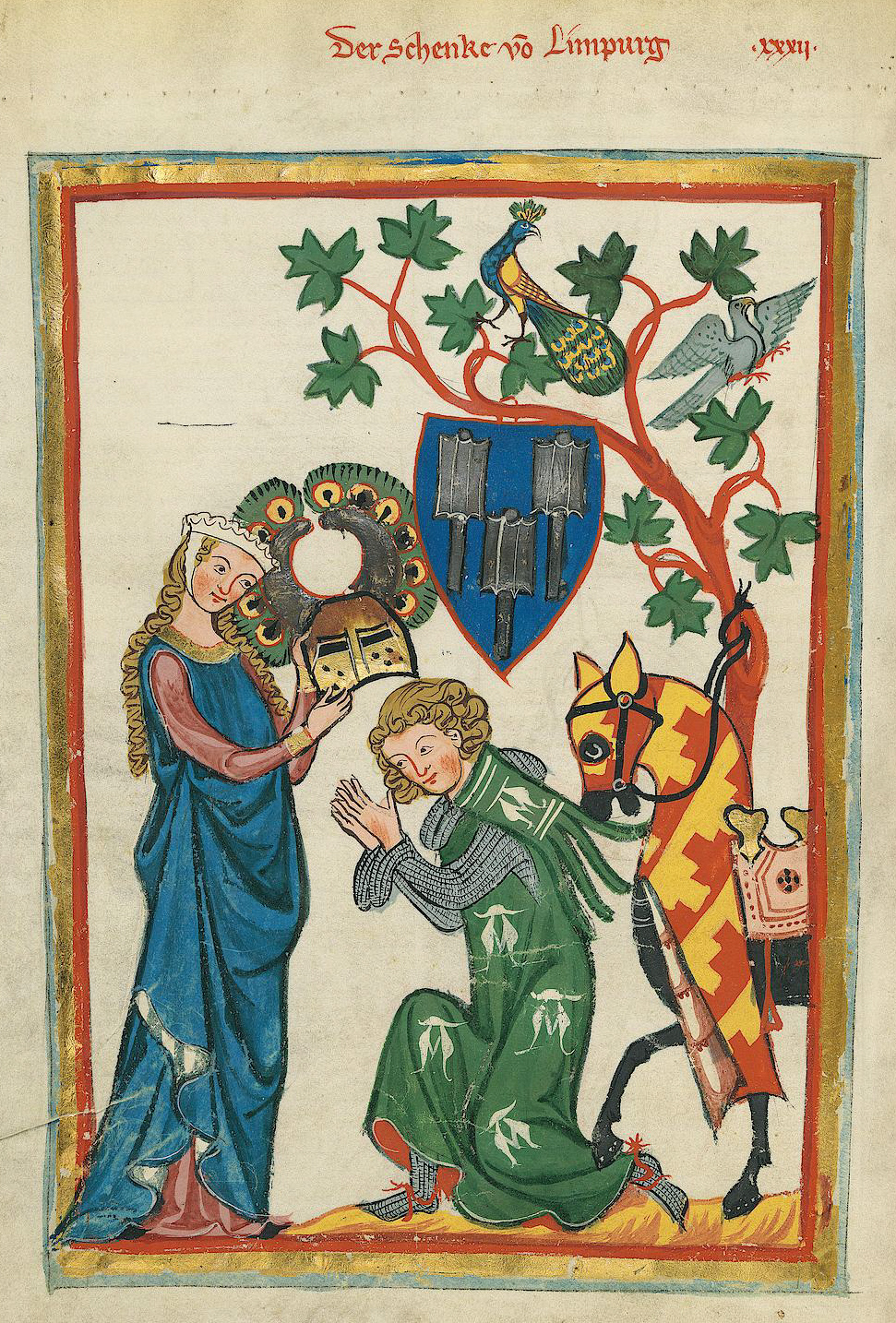
كونراد فون ليمبورغ كفارسًا تسلحه سيدته في كوديكس مانيس (أوائل القرن الرابع عشر)

شهامة أو فروسية العصور الوسطى، أو قواعد الفروسية، هي قواعد سلوك غير رسمية ومتنوعة تم تطويرها في أوروبا بين 1170 و 1220. كانت مرتبطة بمؤسسة الفروسية المسيحية في العصور الوسطى؛ كانت سلوكيات الفرسان والسادة محكومة بقواعد اجتماعية شهم. انتشرت مُثُل الفروسية في الأدب في العصور الوسطى، ولا سيما الدورات الأدبية المعروفة باسم مسألة فرنسا، والتي تتعلق بالرفاق الأسطوريين لشارلمان ورجاله في السلاح، والبلادين (النبلاء الإثني عشر)، والمسألة البريطانية، على علم من قبل كتاب جيفري أوف مونماوث تاريخ ملوك بريطانيا، الذي كتب في ثلاثينيات القرن الحادي عشر، والذي شاع أسطورة الملك آرثر وفرسانه في المائدة المستديرة. تم اعتبار كل هذه الأمور دقيقة من الناحية التاريخية حتى بداية العلم الحديث في القرن التاسع عشر.
تعود جذور قواعد الفروسية التي نشأت في أوروبا في العصور الوسطى إلى القرون السابقة. نشأت في الإمبراطورية الكارولنجية من إضفاء المثالية على سلاح الفرسان — بما في ذلك الشجاعة العسكرية والتدريب الفردي والخدمة للآخرين — خاصة في فرنسا، بين جنود الخيول في سلاح الفرسان لشارلمان. مصطلح «الفروسية» بالإنجليزية ("chivalry") مشتق من المصطلح الفرنسي القديم "chevalerie"، والذي يمكن ترجمته على أنه «جنود الخيول». في الأصل، كان المصطلح يشير فقط إلى الرجال الذين يمتطون الخيول، من الكلمة الفرنسية التي تعني حصان، شيفال (cheval)، ولكن فيما بعد أصبح مرتبطًا بالمُثُل الفرسان.
بمرور الوقت، تم تنقيح معناها في أوروبا للتأكيد على المزيد من الفضائل الاجتماعية والأخلاقية العامة. كانت قواعد الفروسية، كما كانت في أواخر العصور الوسطى، نظامًا أخلاقيًا يجمع بين روح المحارب، فارس التقوى، وأخلاق اللباقة، وكلها تتحد لتأسيس فكرة الشرف والنبل.

## مصطلحات وتعاريف

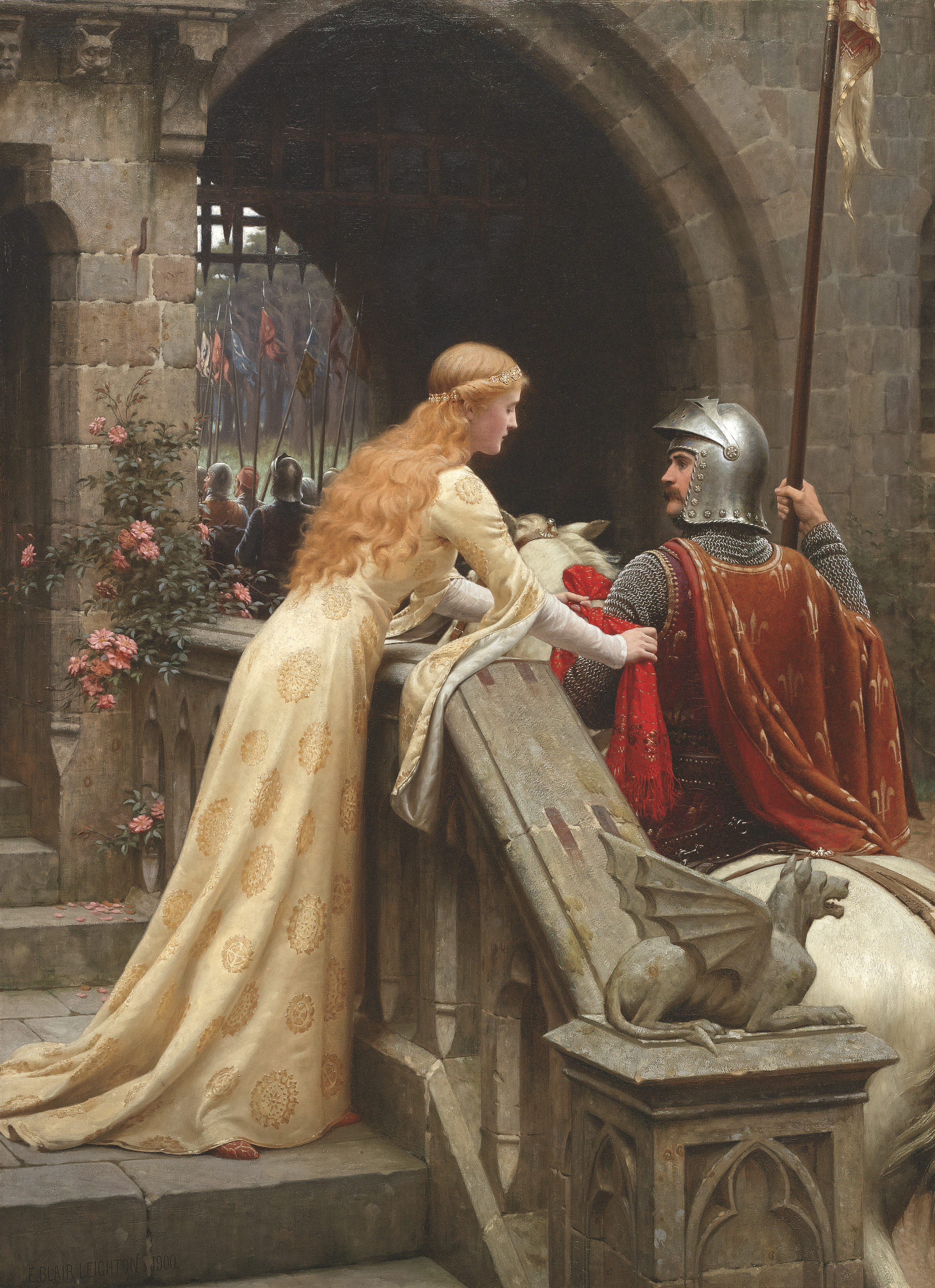
في رعاية الرب للفنان الإنجليزي إدموند لايتون، 1900: يصور فارسًا مدرعًا يغادر للحرب ويترك حبيبته

في الأصل، مصطلح الفروسية يعني «ركوب الخيل»، نشأت في الفرنسية القديمة، في القرن الحادي عشر، من "chevalerie" (راكبوا الخيل، الفرسان)، نفسها من اللاتينية في العصور الوسطى "caballarii"، صيغة الجمع الاسمية لمصطلح caballārius. الكلمة الفرنسية chevalier تعني في الأصل «رجل ذو مكانة أرستقراطية، وربما من أصل نبيل، قادر، إذا طُلب منه، على تجهيز نفسه بخيول حرب وأذرع سلاح الفرسان الثقيل والذي مر بطقوس معينة تجعله على ما هو عليه». لذلك، خلال العصور الوسطى، كانت كلمة chevalerie الجمع (التي تحولت في اللغة الإنجليزية إلى كلمة «الفروسية») تشير في الأصل إلى جسد سلاح الفرسان الثقيل عند التكوين في الميدان. في اللغة الإنجليزية، يظهر المصطلح من عام 1292 (لاحظ أن سلاح الفرسان من الصيغة الإيطالية لنفس الكلمة).
تطور معنى المصطلح بمرور الوقت إلى معنى أوسع، لأنه في العصور الوسطى تغير معنى كلمة chevalier من المعنى العسكري الملموس الأصلي «الحالة أو الرسوم المرتبطة بمتابع عسكري يمتلك حصان حرب» أو «مجموعة من الفرسان الخياليين» إلى المثل الأعلى لروح المحارب المسيحي الذي تم نشره في النوع الرومانسي، والذي أصبح شائعًا خلال القرن الثاني عشر، ومثل الحب الملكي الذي تم نشره في المينيسانغ (تراث لكتابة الكلمات والأغاني في ألمانيا التي ازدهرت في العصر الألماني العالي الأوسط؛ تتحدث عن الحب) المعاصر والأنواع ذات الصلة.
تتلخص أفكار الفروسية في ثلاثة أعمال من العصور الوسطى: القصيدة المجهولة وسام الفروسية (Ordene de chevalerie)، التي تحكي قصة كيف تم القبض على هيو الثاني من طبريا وإطلاق سراحه بناءً على موافقته على إظهار صلاح الدين (1138–1193) طقوس الفروسية المسيحية؛ كتاب وسام الفروسية (Libre del ordre de cavayleria) الذي كتبه رامون لول (1232–1315) من مايوركا وموضوعه لقب الفروسية. وكتب الفروسية (livres de chevalerie) من جيفري دي تشارني (1300–1356)، الذي يفحص صفات الفروسية، ويؤكد البراعة. لم يعرف أي من مؤلفي هذه النصوص الثلاثة النصين الآخرين، وتجمع الثلاثة لتصور مفهومًا عامًا للفروسية لا يتوافق تمامًا مع أي منهم. بدرجات مختلفة وبتفاصيل مختلفة، يتحدثون عن الفروسية كأسلوب حياة يتحد فيه الجيش والنبلاء والدين.
وهكذا فإن «قواعد الفروسية» هو نتاج أواخر العصور الوسطى، وقد تطورت بعد نهاية الحروب الصليبية جزئيًا من إضفاء المثالية على الفرسان التاريخيين الذين يقاتلون في الأرض المقدسة ومن المثل العليا للحب الديني.

### وصايا الفروسية العشرة
جمع المؤرخ ليون غوتييه الوصايا العشر للفروسية في العصور الوسطى في عام 1891:
1. ستؤمن بكل ما تعلمه الكنيسة وستحترم كل توجيهاتها.
2. يجب أن تدافع عن الكنيسة.
3. يجب أن تحترم كل نقاط الضعف، وستكون نفسك المدافعة عنها.
4. ستحب البلد الذي ولدت فيه.
5. لا ترتد أمام عدوك.
6. تحارب الكافر بلا انقطاع ولا رحمة.
7. يجب عليك أداء واجباتك الإقطاعية بدقة، إذا لم تكن مخالفة لقوانين الرب.
8. لن تكذب أبدًا، وستظل أمينًا لكلمتك المرهونة.
9. أن تكون كريمًا وتعطي السخاء للجميع.
10. يجب أن تكون في كل مكان ودائمًا بطل الحق والخير ضد الظلم والشر.[18]

### مقارنات عبر الثقافات
- العيارون والشطار
- فتوة
- بوشيدو
- Chinese knight-errant
- Emi Omo Eso
- Eso Ikoyi
- الفروسية في التاريخ الإسلامي
- Junzi
- Maharlika
- Pashtunwali
- ساموراي
- Timawa